# Dekanat Konopnica
Dekanat Konopnica – jeden z 28 dekanatów w rzymskokatolickiej archidiecezji lubelskiej.

## Parafie
W skład dekanatu wchodzi 8 parafii:
- parafia Narodzenia NMP – Dąbrowica
- parafia Wniebowzięcia NMP i św. Katarzyny Aleksandryjskiej – Konopnica
- parafia św. Floriana – Krężnica Jara
- parafia św. Marcina – Lublin-Zemborzyce
- parafia Matki Bożej Anielskiej – Motycz
- parafia NMP Nieustającej Pomocy – Radawiec Duży
- parafia Miłosierdzia Bożego – Strzeszkowice Duże
- parafia św. Apostołów Piotra i Pawła – Tomaszowice

## Sąsiednie dekanaty
Bełżyce, Bychawa, Garbów, Lublin – Południe, Lublin – Północ, Lublin – Zachód